# Іш-Таб

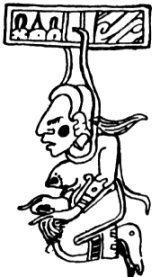
Богиня Іш-Таб

Іш-Таб — богиня жертвопринесення та самогубства в міфології мая та дружина Камі, також асоціювалася з родючістю і місячним затемненням.
У традиціях мая, самогубство, особливо повішення, вважали шляхетним способом смерті, яке прирівнювалося до людського жертвопринесення, воїнів полеглих у бою чи жінок, котрі померли при пологах. Іш-Таб зображувалася у вигляді трупа з мотузкою навколо шиї. За віруваннями мая вона супроводжувала самогубців в царство вічного спокою. Вона протегувала як ритуальним самогубцям, так і тим, хто вирішили закінчити життя самогубством не по релігійних причинах. Іш-Таб протегувала повішеним і брала їх в рай бога дощу. Цей рай знаходився на небесах, в центрі світу, в тіні гілок Зеленого дерева «Йаш-Че».
Іш-Таб можна побачити в Дрезденському кодексі, де вона зображена повішеною на мотузці, що звисає з райського дерева. Її очі закриті і на одній щоці є чорне коло, що символізує собою зміну кольору плоті через розкладання.
В індійському фольклорі Иш Таб — шкідливий жіночий дух, що заманює чоловіків в ліс.
Деякі дослідники вважають, що ця віра в Іш-Таб спеціально готувала людей до вчинення самогубства, щоб у житті уникнути хвороби або ганьби.